# ReLoad
Pour les articles homonymes, voir Reload.
Albums de Metallica
Load
(1996) Garage Inc.
(1998)
Singles
1. The Memory Remains
Sortie : 11 novembre 1997
2. The Unforgiven II
Sortie : 23 février 1998
3. Fuel
Sortie : 22 juin 1998

ReLoad est le 7e album du groupe de heavy metal américain Metallica. Il est sorti le 18 novembre 1997 sur le label Elektra Records et a été produit par Bob Rock, James Hetfield et Lars Ulrich. Il peut être considéré comme la seconde partie de Load, sorti un an plus tôt.

## Historique
Cet album fut enregistré aux The Plant Studios de Sausalito (Californie) en plusieurs sessions allant de mai 1995 à février 1996 et de juillet et octobre 1997. L'idée au départ de l'enregistrement de l'album Load, vu le très grand nombre de titres composés, était d'en faire un double album, mais à l'idée de passer énormément de temps en studio et sur les conseils de leur producteur, Bob Rock, le groupe rejeta l'idée. L'album Load sortit donc en 1996 et le groupe partit en tournée pour le promouvoir, profitant des temps libres pour peaufiner et écrire les nouveaux titres qui vont composer l'album ReLoad. Le résultat est la sortie séparée, à un peu plus d'un an d'écart, de Load puis de ReLoad.
Curiosité, dans toute l'histoire du groupe, cet album est le seul sur lequel figure un(e) invité(e), en l'occurrence la chanteuse anglaise Marianne Faithfull qui prête sa voix sur la chanson "The Memory Remains".
L'album se classa directement à la première place du Billboard 200 aux États-Unis où il sera certifié triple disque de platine en novembre 1998 pour la vente de plus de trois millions d'albums. Il se classa également à la première place des charts finlandais, allemands, autrichiens, norvégiens, néo-zélandais et suédois.

## Liste des titres
| No  | Titre                     | Auteur                                    | Durée |
| --- | ------------------------- | ----------------------------------------- | ----- |
| 1.  | Fuel                      | Kirk Hammett, James Hetfield, Lars Ulrich | 4:29  |
| 2.  | The Memory Remains        | Hetfield, Ulrich                          | 4:39  |
| 3.  | Devil's Dance             | Hetfield, Ulrich                          | 5:18  |
| 4.  | The Unforgiven II         | Hammett, Hetfield, Ulrich                 | 6:36  |
| 5.  | Better than You           | Hetfield, Ulrich                          | 5:21  |
| 6.  | Slither                   | Hammett, Hetfield, Ulrich                 | 5:13  |
| 7.  | Carpe Diem Baby           | Hammett, Hetfield, Ulrich                 | 6:12  |
| 8.  | Bad Seed                  | Hammett, Hetfield, Ulrich                 | 4:05  |
| 9.  | Where the Wild Things Are | Hetfield, Ulrich, Jason Newsted           | 6:52  |
| 10. | Prince Charming           | Hetfield, Ulrich                          | 6:04  |
| 11. | Low Man's Lyric           | Hetfield, Ulrich                          | 7:36  |
| 12. | Attitude                  | Hetfield, Ulrich                          | 5:16  |
| 13. | Fixxxer                   | Hammett, Hetfield, Ulrich                 | 8:15  |

- Sur la chanson The Memory Remains, on peut entendre pour la seule et unique fois une femme, Marianne Faithfull, chanter avec Metallica.

## Musiciens
Metallica
- James Hetfield : chants, guitares
- Lars Ulrich : batterie
- Kirk Hammett : guitares
- Jason Newsted : basse

### Musiciens additionnels
- Bernardo Bigalli : violon sur Low Man's Lyric
- David Milles : vielle à roue sur Low Man's Lyric
- Marianne Faithfull : chœurs sur The Memory Remains
- Jim McGillveray : percussions

## Charts et certifications

### Album
| Pays             | Durée du classement | Meilleur classement |
| ---------------- | ------------------- | ------------------- |
| Allemagne        | 41 semaines         | 1er                 |
| Australie        | 44 semaines         | 2e                  |
| Autriche         | 16 semaines         | 1er                 |
| Belgique (W)     | 13 semaines         | 14e                 |
| Belgique (V)     | 20 semaines         | 4e                  |
| Canada           | 28 semaines         | 3e                  |
| États-Unis       | 75 semaines         | 1er                 |
| Finlande         | 15 semaines         | 1er                 |
| France           | 10 semaines         | 3e                  |
| Italie           | -                   | 9e                  |
| Norvège          | 11 semaines         | 1er                 |
| Nouvelle-Zélande | 18 semaines         | 1er                 |
| Pays-Bas         | 39 semaines         | 3e                  |
| Royaume-Uni      | 10 semaines         | 4e                  |
| Suède            | 25 semaines         | 1er                 |
| Suisse           | 18 semaines         | 3e                  |

| Pays             | Certification | Ventes      | Date       |
| ---------------- | ------------- | ----------- | ---------- |
| Allemagne        | 5 × Or        | 1 250 000 + | 2020       |
| Australie        | 2 × Platine   | 140 000 +   | 1998       |
| Autriche         | Or            | 25 000 +    | 15/01/1998 |
| Belgique         | Or            | 25 000 +    | 28/11/1997 |
| Canada           | 2 × Platine   | 200 000 +   | 07/08/2001 |
| États-Unis       | 3 × Platine   | 3 000 000 + | 18/11/1998 |
| Finlande         | Platine       | 45 000 +    | 1997       |
| France           | Or            | 100 000 +   | 09/12/1997 |
| Nouvelle-Zélande | Platine       | 15 000 +    | 15/03/1998 |
| Pays-Bas         | Or            | 50 000 +    | 1997       |
| Royaume-Uni      | Or            | 100 000 +   | 19/12/1997 |
| Suisse           | Platine       | 50 000 +    | 1997       |

### Charts singles
The Memory Remains
| Année | Chart                   | Durée du classement | Position |
| ----- | ----------------------- | ------------------- | -------- |
| 1997  | Hot 100                 | 19 semaines         | 28e      |
| 1997  | Mainstream Rock Tracks  | 22 semaines         | 3e       |
| 1997  | UK Singles Chart        | 4 semaines          | 13e      |
| 1997  | Single Top 100          | 9 semaines          | 20e      |
| 1997  | ARIA Charts             | 13 semaines         | 6e       |
| 1997  | Ö3 Austria Top 40       | 7 semaines          | 20e      |
| 1997  | (V) Ultratop            | 10 semaines         | 28e      |
| 1997  | Suomen virallinen lista | 11 semaines         | 1er      |
| 1997  | VG-lista                | 6 semaines          | 3e       |
| 1997  | RMNZ Singles Top40      | 4 semaines          | 23e      |
| 1997  | Mega Top 50             | 12 semaines         | 15e      |
| 1997  | Sverigetopplistan       | 10 semaines         | 4e       |
| 1997  | Schweizer Hitparade     | 5 semaines          | 30e      |

The Unforgiven II 
| Année | Chart                   | Durée du classement | Position |
| ----- | ----------------------- | ------------------- | -------- |
| 1997  | Mainstream Rock Tracks  | 26 semaines         | 2e       |
| 1998  | Hot 100                 | 15 semaines         | 59e      |
| 1998  | UK Singles Chart        | 4 semaines          | 15e      |
| 1998  | Single Top 100          | 9 semaines          | 23e      |
| 1998  | ARIA Charts             | 15 semaines         | 9e       |
| 1998  | Ö3 Austria Top 40       | 11 semaines         | 18e      |
| 1998  | (W) Ultratop            | 1 semaine           | 45e      |
| 1998  | Suomen virallinen lista | 7 semaines          | 1er      |
| 1998  | Top 100                 | 2 semaines          | 89e      |
| 1998  | VG-lista                | 9 semaines          | 8e       |
| 1998  | RMNZ Singles Top40      | 5 semaines          | 22e      |
| 1998  | Mega Top 50             | 13 semaines         | 16e      |
| 1998  | Sverigetopplistan       | 12 semaines         | 8e       |

Fuel
| Année | Chart                   | Durée du classement | Position |
| ----- | ----------------------- | ------------------- | -------- |
| 1998  | Mainstream Rock Tracks  | 26 semaines         | 6e       |
| 1998  | UK Singles Chart        | 2 semaines          | 31e      |
| 1998  | Single Top 100          | 4 semaines          | 57e      |
| 1998  | ARIA Charts             | 10 semaines         | 2e       |
| 1998  | Suomen virallinen lista | 3 semaines          | 5e       |
| 1998  | RMNZ Singles Top40      | 2 semaines          | 35e      |
| 1998  | Mega Top 50             | 6 semaines          | 53e      |
| 1998  | Sverigetopplistan       | 4 semaines          | 49e      |